# Viktor Obendrauf

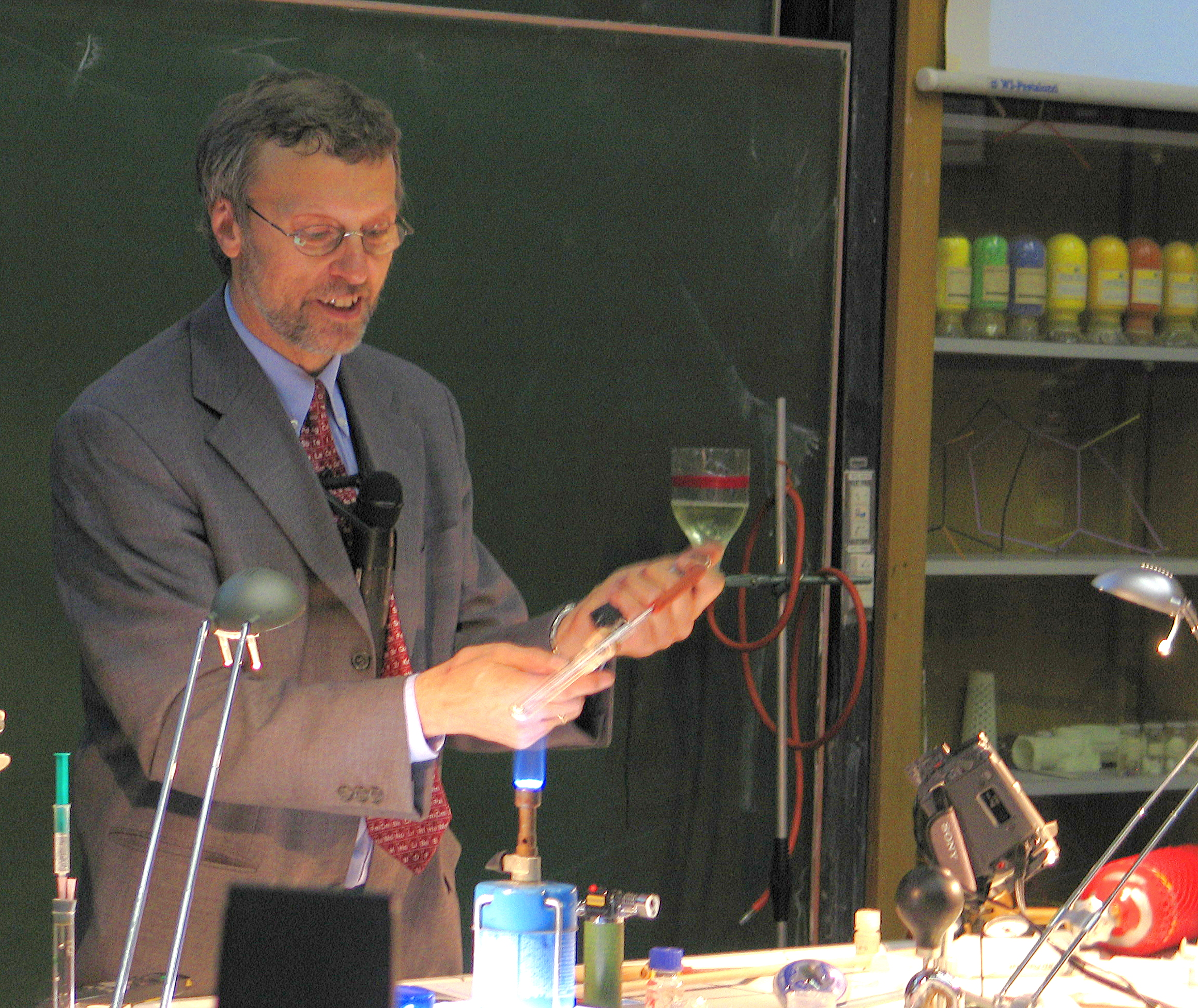
Viktor Obendrauf auf den Stuttgarter Chemietagen 2005

Viktor Obendrauf (* 7. Mai 1953 in Altneudörfl; † 28. August 2010) war ein österreichischer Chemielehrer und Chemiedidaktiker.

## Leben und Wirken
Von 1973 bis 1977 studierte Obendrauf an der Universität Graz die Fächer Chemie und Physik und schloss mit der Lehramtsprüfung zum Mag. rer. nat. ab. Er unterrichtete von 1978 in Chemie und Physik an verschiedenen steirischen Gymnasien. Zusätzlich hatte er von 1980 bis 2005 einen Lehrauftrag an der Pädagogischen Akademie der Diözese Graz-Seckau sowie von 1985 bis 2005 an der Pädagogischen Akademie Steiermark. Ab 1985 war er zudem Betreuungslehrer für Lehramtsstudierende.
An der Universität Graz führte Obendrauf ab 1995 seine Spätdissertation durch und wurde 2002 zum Dr. rer. nat. promoviert. Von 2003 bis 2010 erhielt er Lehraufträge an der Universität Graz im Bereich der Chemiedidaktik und wurde ab 2008 Leiter des neuen fakultären Fachdidaktikzentrums Chemie an der Universität Graz.
An der Universität Graz wurde in Gedenken an Obendrauf der Viktor-Obendrauf-Preis eingeführt. Seit 2012 werden jährlich die besten fachdidaktischen Masterarbeiten und Dissertationen an der Universität Graz mit dem Viktor-Obendrauf-Preis ausgezeichnet.

## Preise und Auszeichnungen
- 1991: „Experimentalpreis“ des Verbandes der Chemielehrer Österreichs
- 1992: Hauptpreisträger beim Wettbewerb „Abfallfreier Chemieunterricht“, Institut Dr. Flad in Stuttgart
- 1998: Friedrich Stromeyer-Preis - Preis der Gesellschaft Deutscher Chemiker (GDCh)
- 2001: „Pädagogenpreis“ - Preis des Fachverbandes der chemischen Industrie Österreichs (FCIO)
- 2005: Manfred-und-Wolfgang-Flad-Preis der Gesellschaft Deutscher Chemiker (GDCh)
- 2009: Auszeichnung der Chemical Society of Thailand bei der PACCON 2009

## Sonstige Aktivitäten
- seit 2000 Herausgeber der deutschen Fachzeitschrift „Praxis der Naturwissenschaften – Chemie in der Schule“ (Aulis-Verlag, Köln)
- seit 1997 Vizepräsident des Verbandes der Chemielehrer Österreichs (VCÖ)
- seit 1988 Lehrbuchautor („Physik heute“ bzw. „Chemie heute“, Veritas-Verlag, Linz)

## Vorträge und Publikationen (Auswahl)
Er hielt mehr als 220 Vorträge, Seminare und Workshops und veröffentlichte von 1987 bis 2009 mehr als 140 Publikationen (in: Chemie&Schule, Chemie in der Schule, Praxis der Naturwissenschaften-ChiS, Chemie in unserer Zeit, CHEMKON, Chem13-News, Unterricht Chemie, Chemie in Labor und Biotechnik, Chemical Education International).
- Aufklärung tut Not: Gefährliche Peroxide. In: CHEMKON. Band 12, Nr. 4, 2005, ISSN 1521-3730, S. 165–170, doi:10.1002/ckon.200510031.
- Von flüchtigen Flüssigkeiten und satten Dämpfen. In: CHEMKON. Band 6, Nr. 3, 1999, ISSN 1521-3730, S. 118–123, doi:10.1002/ckon.19990060304.
- Experimente mit Gasen im Minimaßstab. In: Chemie in unserer Zeit. Band 30, Nr. 3, 1996, ISSN 1521-3781, S. 118–125, doi:10.1002/ciuz.19960300303.